# 代替技術センター

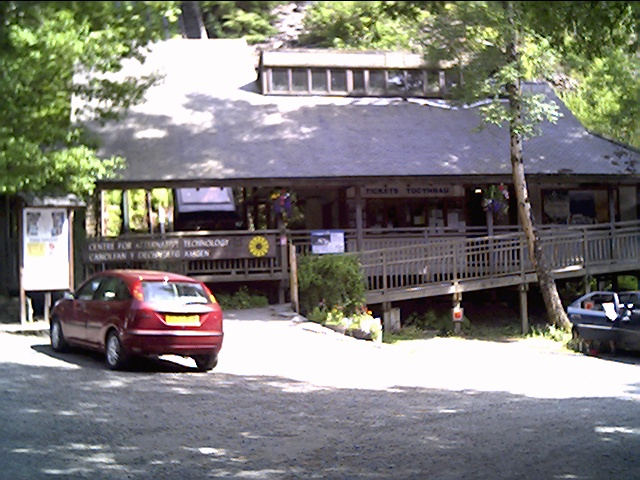
前庭と券売所

代替技術センター（だいたいぎじゅつセンター、Centre for Alternative Technology、CAT、ウェールズ語: Canolfan y Dechnoleg Amgen）は、英国のウェールズ中部 ポーイスにある、環境保護活動に関する総合施設である。大学院課程、短期学習課程、市民への情報公開、啓発、再生可能エネルギー、持続可能建築（sustainable architecture）、有機農法、環境親和的生活に関する出版などを行う。

## 年表
- 1973年 Gerard Morgan-Grenville によって "National Centre for Alternative Technology" として開設
- 1975年 常設展開設
- 2007年 大学院課程（環境科学）開始
- 2008年 Professional Diploma 課程（建築）開設[3]
- 2010年 ウェールズ持続可能教育機関（Wales Institute for Sustainable Education (WISE)）開設

## 施設
- 水力ケーブルカー
- 太陽光発電、水力発電、風力発電
- 低エネルギーハウス（low-energy house）
- 再生可能エネルギー
- 有機農法
- 水槌ポンプ
- ストローベイル（藁）、版築建築
- 菜食主義レストラン

## ウェールズ持続可能教育機関

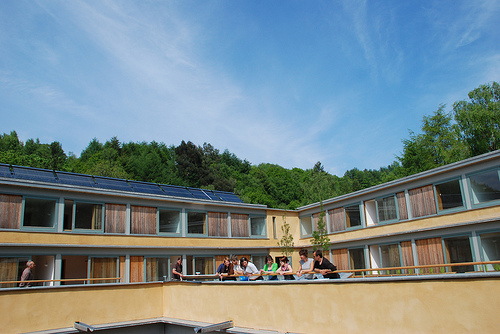

2010年、持続可能建築（sustainable architecture）の研究のために、ウェールズ持続可能教育機関（Wales Institute for Sustainable Education (WISE)）開設
外壁は麻と石灰、講義ホールの壁は、版築からなる。
評価：
- デイリー・テレグラフ紙、2010年トップ10建築受賞[6]
- ガーディアン紙、2010年トップ10建築4位選考[7]
- 王立英国建築機関（Royal Institute of British Architects (RIBA)|Royal Institute of British Architects|Royal Institute of British Architects (RIBA) ）賞受賞（2011年）[8]